# Parmenolamia unifasciata
Parmenolamia unifasciata är en skalbaggsart som beskrevs av Stefan von Breuning 1950. Parmenolamia unifasciata ingår i släktet Parmenolamia och familjen långhorningar. Inga underarter finns listade i Catalogue of Life.